# Ouverture Suomenlinna
Ouverture Suomenlinna is een ouverture gecomponeerd door Uuno Klami.
Suomenlinna is een vesting verspreid over een aantal eilanden voor de kust van Helsinki. Deze verdedigingslinie, vrij vertaald Finse linie, is aangelegd door Zweden om hun belang in Finland te beschermen tegen Rusland. Klami heeft de eilandengroep ooit bezocht met zijn vrouw Toini Klami en was onder de indruk. Klami componeerde een ouverture met de eilanden in gedachten, maar kwam in de draaikolk van de geschiedenis terecht. De situatie tussen Finland en Zweden bleef na de onafhankelijkheid van Finland van Zweden nog jaren gespannen en Finland vocht in het begin van de Tweede Wereldoorlog tegen de Russen. Dat deden ze niet om steun te geven aan Hitler-Duitsland, maar om de Russen Finland uit te krijgen. Zweden keek in dat conflict de andere kant op, net als ze dat grotendeels gedurende de gehele Tweede Wereldoorlog deden, ondertussen Duitse acties gedogend, wat weer kwaad bloed zette.
Toen het werk op 21 maart 1941 in Stockholm in première ging onder leiding van Thor Mann kwam dan ook een behoorlijke discussie op gang, was het te pro-Zweeds, te anti-Zweeds, te anti-Fins of juist pro-Fins. Klami dacht van het probleem af te zijn door het werk een andere titel te geven "Linna meren äärellä" (de vesting op zee), maar die titel verloor het net zo snel al ze het kreeg. De partituur ging na de eerste uitvoering naar Duitsland (!) en raakte daar in 1944 zoek. Klami startte opnieuw aan de hand van zijn eerste opzet en kwam met een nieuwe versie, die weinig verschilde van de eerste, bleek later. Dit keer ging het werk in première op 15 december 1944 in Helsinki.
Het eendelig werk is geschreven in een vrije sonatevorm. Het eerste thema is geschreven in C majeur, het tweede meer zangerige (cantabile) is gecomponeerd in Des majeur (een halve toonafstand hoger). Het beginthema komt weer terug, dus de afsluiting in wederom in C majeur. De muziek doet daarbij nauwelijks Fins aan; Klami was meer gericht op muziek uit Frankrijk.

## Orkestratie
- 2 dwarsfluiten, 2 hobo’s, 2 klarineten, 2 fagotten
- 4 hoorns, 3 trompetten, 3 trombones, 1 tuba
- pauken en 2 man / vrouw percussie, harp,
- violen, altviolen, celli, contrabassen.

## Discografie
- Uitgave BIS Records: Symfonieorkest van Lahti o.l.v. Osmo Vänskä; opname 13 december 1993 ;
- Uitgave Naxos: Turku Philharmonisch Orkest o.lv. Jorma Panula
- Uitgave Ondine; Filharmonisch Orkest van Helsinki o.l.v. Leif Segerstam